# Wehbers Mühle

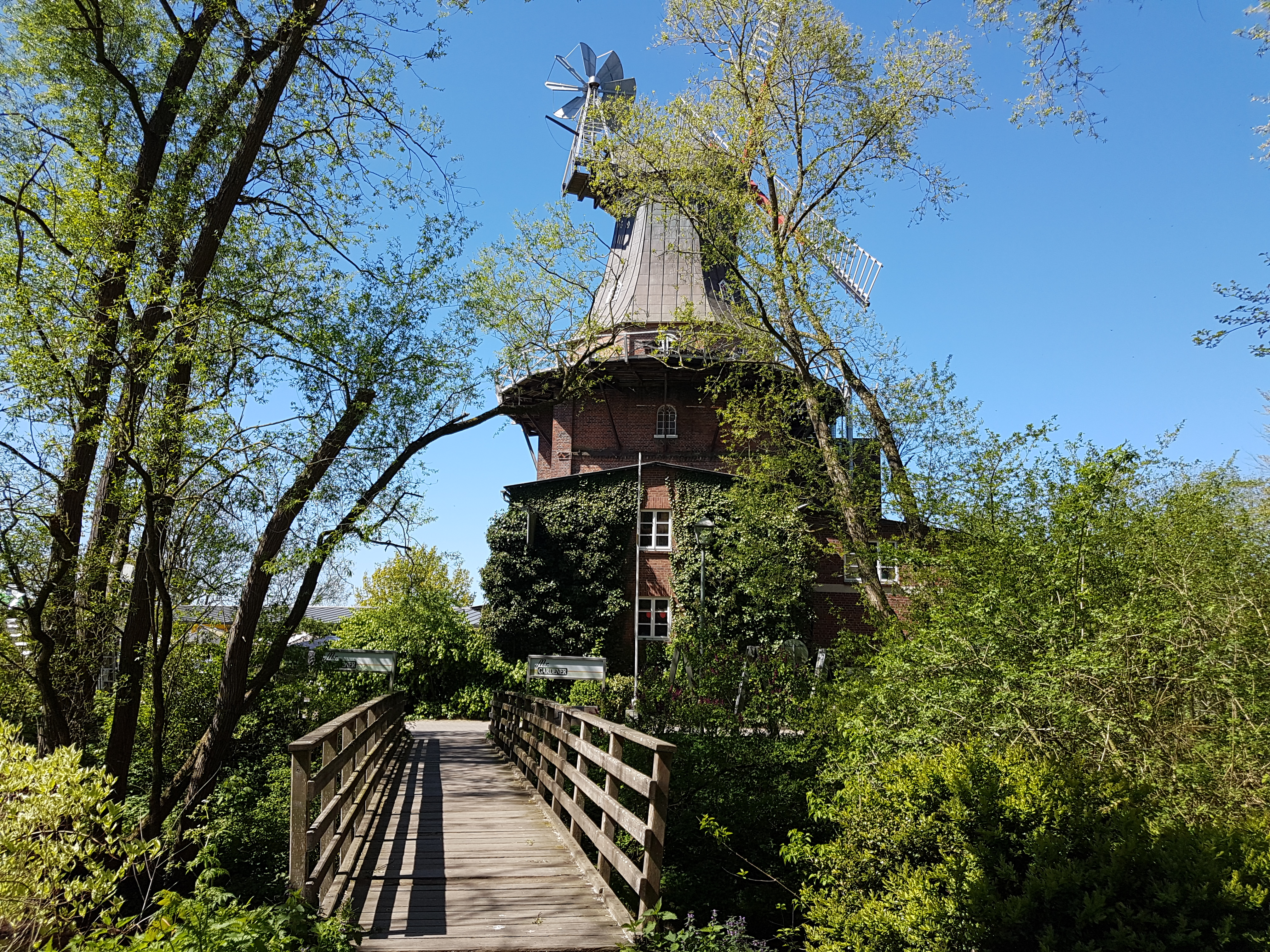
Wehbers Mühle

Wehbers Mühle ist ein Gebäudekomplex in Himmelpforten im Landkreis Stade, der aus einer vierstöckigen Windmühle in der Art eines Galerieholländers und Wehbers Wassermühle besteht. Die früheren Mühlen zählen zu den Wahrzeichen des Ortes und stehen unter Denkmalschutz.

## Geschichte
Im Jahre 1653 erhielt der Klostervogt Michael Wehber die Wassermühle in Himmelpforten als Lehen. Die Klosterwassermühle lag damals näher an der alten Heerstraße, der heutigen Bundesstraße. Sie wurde nach dem Abbruch der Mühle im Jahre 1739 an ihrem heutigen Platz am Stauwehr wieder neu aufgebaut. Die Grundlage für den Betrieb der Wassermühle war das Staurecht des Mühlenbaches, welches im Jahre 1958 durch vertragliche Regelungen zwischen der Kuhlaer Wassergenossenschaft und dem Mühlenbesitzer vorläufig aufgehoben wurde.
1871 wurde die heute noch vorhandene Windmühle als Ergänzung zu der bestehenden Wassermühle erbaut.  Ursprünglich waren die Flügel der Mühle mit Segeln bespannt, die bei Sturm stets eingeholt werden mussten. Später wurden die Segel durch Klappen ersetzt, die je nach Windstärke von der Galerie aus verstellt werden konnten. Die Windmühle verfügte über drei Schrotgänge, einen Mahlgang für die Feinmüllerei und einen Spitzgang zum Schälen des Getreides. Zusätzlich erhielt die Windmühle eine Sichtmaschine, die mit Hilfe von Sieben das Mehl von Schalenteilen trennte. 1907 wurde eine Dampfmaschine in die Mühle eingebaut, durch die sie von Wind und Wasser unabhängig wurde. Da der Betrieb der Dampfmaschine jedoch viel Zeit in Anspruch nahm, wurde die 6 PS starke Dampfmaschine 1923 durch einen Benzinmotor ersetzt, der 20 PS hatte. Wegen der hohen Kraftstoffpreise wurde der Motor Ende der 1920er Jahre ersetzt, dieses Mal durch einen 25 PS starken Dieselmotor. Die Motoren wurden nur hilfsweise genutzt, wenn nicht genügend Wind oder Wasser vorhanden waren. In den 1950er Jahren wurde die Mühle auf moderne Müllereimaschinen umgebaut, sodass die Tagesleistung von vorherigen 2 Tonnen in der Weizen- und Roggenmehlherstellung auf 13 Tonnen gesteigert werden konnte. Das Mehl wurde damals an Bäckereien und Brotfabriken geliefert, teilweise sogar bis Cuxhaven oder Hamburg.

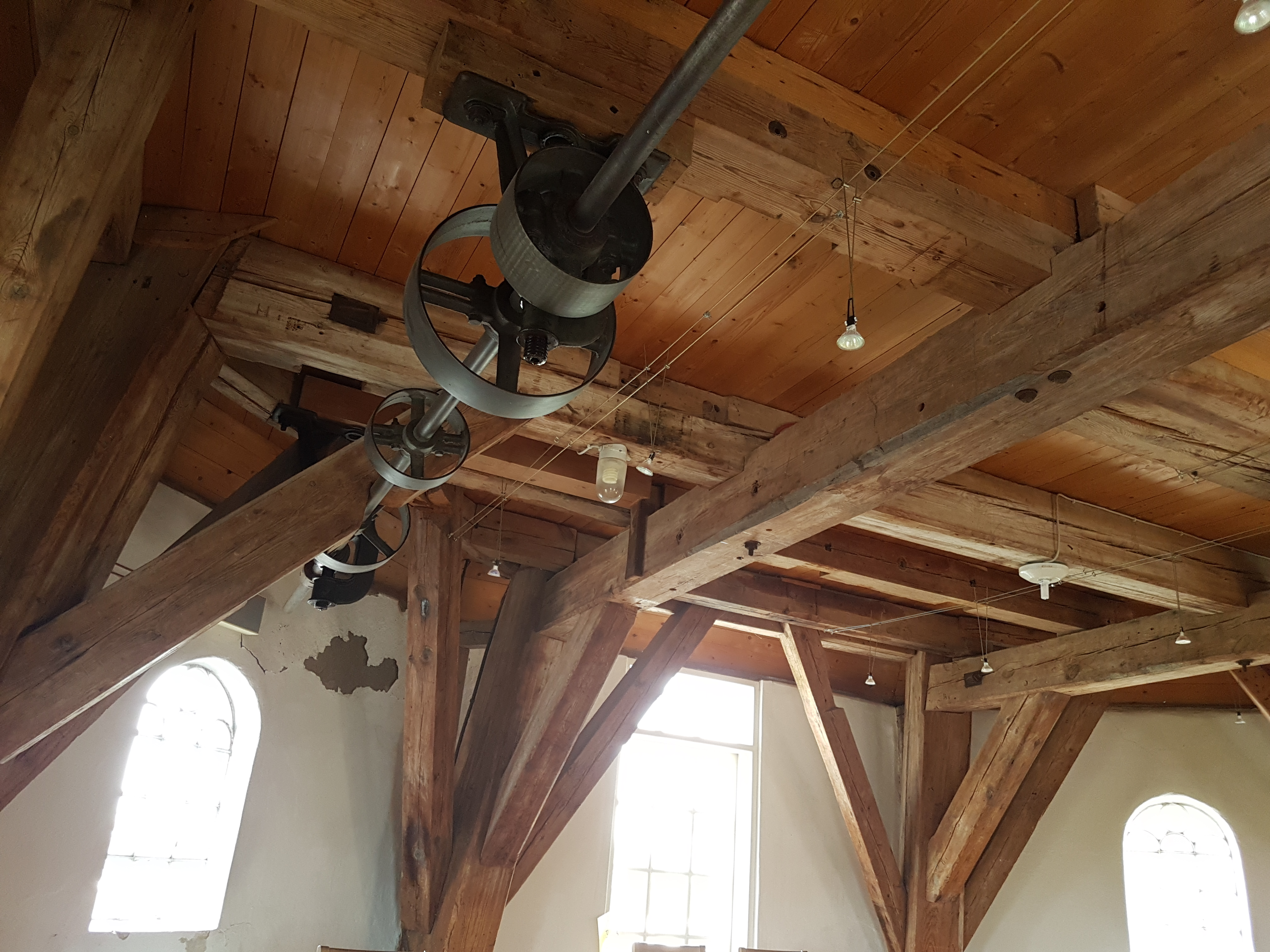
Antriebswelle im Inneren der Mühle

1937 riss ein Sturm die Flügel und die Windrose der Windmühle ab. Da das Blechdach der Windmühle im Jahre 1958 derart beschädigt war, dass eine Reparatur unumgänglich wurde, erfolgte die Renovierung der gesamten Mühle. Der Betrieb der Windmühle wurde im Jahre 1971 eingestellt, da der Mehlpreis derart gesunken war, dass die Mühle langfristig gesehen nicht mehr rentabel erschien. Danach diente sie als Lagerraum. 1986 erfolgte eine Restaurierung der Mühle. 
Heute findet sich in den alten Mühlengebäuden ein Garten- und Heimwerkermarkt. Der Mühlenturm wurde im Jahr 2001 zu einem Restaurant ausgebaut, an das eine Dachterrasse anschließt. Einzelne Bereiche der alten Mühle können besichtigt werden, einzelne Teile sind als Ausstellungsstücke in den Laden integriert.
Seit Jahrhunderten befindet sich die Mühle im Besitz der Familie Wehber, mittlerweile wird sie von Hans Wehber und seinem Sohn Wilhelm Wehber in der 12. und 13. Generation bewirtschaftet. 
Die Niedersächsische Mühlenstraße führt an der Mühle vorbei.